# Oficina de Protecció Financera del Consumidor
L'Oficina de Protecció Financera del Consumidor (en anglès Consumer Financial Protection Bureau (CFPB)) és una agència del govern dels Estats Units responsable de la protecció del consumidor en el sector financer. La seva jurisdicció inclou els bancs, les cooperatives de crèdit, firmes de valors, prestadors payday, operacions d'hipoteques, serveis d'execució d'hipoteca, col·lectors de deute i altres companyies financeres que operen als Estats Units.
La creació del CFPB va ser autoritzada per la Llei de Reforma de Wall Street i Protecció del Consumidor Dodd-Frank, que va ser aprovada com a resposta legislativa a la crisi financera de 2007-2008 i la subseqüent Gran Recessió. L'estatus del CFPB com a agència independent va ser qüestionada als jutjats però va ser mantingut pel tribunal d'apel·lacions del circuit del districte de Colúmbia dels Estats Units.
El 16 de juny de 2018 el president Donald Trump va elegir Kathleen Kraninger, funcionària del pressupost de la Casa Blanca, com a candidata a directora del CFPB.

## Llista de directors
Estatus
| Número | Retrat           | Nom              | Estat de residència | Inici                  | Final                  | Dies totals         | Adjunt          | Presidents   | Presidents   |
| ------ | ---------------- | ---------------- | ------------------- | ---------------------- | ---------------------- | ------------------- | --------------- | ------------ | ------------ |
| –      | Elizabeth Warren | Elizabeth Warren | Massachusetts       | 17 de setembre de 2010 | 1r d'agost de 2011     | 318                 | Cap             |              | Barack Obama |
| –      |                  | Raj Date         | Washington DC       | 1r d'agost de 2011     | 4 de gener de 2012     | 156                 | Cap             |              | Barack Obama |
| 1      | Richard Cordray  | Richard Cordray  | Ohio                | 4 de gener de 2012     | 24 de novembre de 2017 | 1843                | Steve Antonakes |              | Barack Obama |
| 1      | Richard Cordray  | Richard Cordray  | Ohio                | 4 de gener de 2012     | 24 de novembre de 2017 | 1843                | Meredith Fuchs  |              | Barack Obama |
| 1      | Richard Cordray  | Richard Cordray  | Ohio                | 4 de gener de 2012     | 24 de novembre de 2017 | 1843                | David Silberman |              | Barack Obama |
| 1      | Richard Cordray  | Richard Cordray  | Ohio                | 4 de gener de 2012     | 24 de novembre de 2017 | 308 (2151 en total) |                 | Donald Trump |              |
| –      | Mick Mulvaney    | Mick Mulvaney    | Carolina del Sud    | 25 de novembre de 2017 | 10 de desembre de 2018 | 380                 | Leandra English | Donald Trump |              |
| –      | Mick Mulvaney    | Mick Mulvaney    | Carolina del Sud    | 25 de novembre de 2017 | 10 de desembre de 2018 | 380                 | Brian Johnson   | Donald Trump |              |
| 2      | Mick Mulvaney    | Kathy Kraninger  | Ohio                | 11 de desembre de 2018 | Titular                | 2308                |                 | Donald Trump |              |